# Таймсоо, Каспар
Каспар Таймсоо (эст. Kaspar Taimsoo; род. 30 апреля 1987[…], Вильянди) — эстонский гребец, выступающий за сборную Эстонии по академической гребле с 2004 года. Бронзовый призёр летних Олимпийских игр в Рио-де-Жанейро, обладатель трёх бронзовых медалей чемпионатов мира, трёхкратный чемпион Европы, победитель и призёр первенств национального значения.

## Биография
Каспар Таймсоо родился 30 апреля 1987 года в городе Пайде Эстонской ССР. Проходил подготовку в Вильянди в местном гребном клубе.
Впервые заявил о себе в академической гребле на международном уровне в сезоне 2004 года, когда вошёл в состав эстонской национальной сборной и выступил в парных двойках на юниорском мировом первенстве в Баньолесе. Год спустя выиграл бронзовую медаль в одиночках на аналогичных соревнованиях в Бранденбурге.
Начиная с 2007 года выступал среди взрослых спортсменов, в частности дебютировал в Кубке мира, в парных четвёрках был восьмым на чемпионате мира в Мюнхене и пятым на чемпионате Европы в Познани.
Благодаря череде удачных выступлений удостоился права защищать честь страны на летних Олимпийских играх 2008 года в Пекине. В составе парного экипажа-четвёрки, куда также вошли гребцы Владимир Латин, Игорь Кузьмин и Аллар Рая, сумел квалифицироваться лишь в утешительный финал В и расположился в итоговом протоколе соревнований на девятой строке. Также в этом сезоне в двойках получил серебро на чемпионате Европы в Афинах.
В 2009 году в парных двойках взял бронзу на чемпионате мира в Познани, завоевал золото на чемпионате Европы в Бресте.
В 2010 году в двойках стал серебряным призёром на чемпионате Европы в Монтемор-у-Велью, был восьмым на чемпионате мира в Карапиро.
В 2011 году в той же дисциплине занял седьмое место на чемпионате мира в Бледе, в четвёрках стал серебряным призёром на чемпионате Европы в Пловдиве.
Выиграв Олимпийскую квалификационную регату FISA в Люцерне, благополучно прошёл отбор на Олимпийские игры 2012 года в Лондоне. Здесь вместе с такими гребцами как Андрей Ямся, Тыну Эндрексон и Аллар Рая финишировал в главном финале четвёртым. Также в этом сезоне победил в четвёрках на чемпионате Европы в Варезе.
В 2013 году в двойках был седьмым на чемпионате Европы в Севилье, а в четвёрках пятым на чемпионате мира в Чхунджу.
В 2014 году в парных четвёрках занял шестое место на чемпионате Европы в Белграде и пятое место на чемпионате мира в Амстердаме.
В 2015 году в той же дисциплине показал восьмой результат на чемпионате Европы в Познани, получил бронзу на чемпионате мира в Эгбелете.
На чемпионате Европы 2016 года в Бранденбурге превзошёл всех соперников в четвёрках и завоевал золотую медаль. Находясь в числе лидеров эстонской национальной сборной, благополучно прошёл отбор на Олимпийские игры в Рио-де-Жанейро — на сей раз с теми же партнёрами в финале пришёл к финишу третьим и получил бронзовую олимпийскую награду. За это выдающееся достижение был награждён орденом Белой звезды 3-го класса.
После Олимпиады в Рио Таймсоо остался действующим спортсменом на ещё один олимпийский цикл и продолжил принимать участие в крупнейших международных регатах. Так, в 2017 году он был седьмым в четвёрках на чемпионате Европы в Рачице, добавил в послужной список бронзовую награду, полученную на чемпионате мира в Сарасоте.
В 2018 году в четвёрках занял девятое место на чемпионате Европы в Глазго.
В 2019 году в четвёрках показал восьмой результат на чемпионате Европы в Люцерне и 12-й результат на чемпионате мира в Оттенсхайме.
На чемпионате Европы 2020 года в Познани финишировал в программе парных четвёрок четвёртым.